# Aleksej Pokuševski
Aleksej Pokuševski (cyr. Алексеј Покушевски; gre. Αλεξέι Ποκουσέβσκι; ur. 26 grudnia 2001 w Belgradzie) – serbski koszykarz, występujący na pozycjach niskiego lub silnego skrzydłowego, posiadający także greckie obywatelstwo, obecnie zawodnik Charlotte Hornets.
W 2017 wystąpił w meczu wschodzących gwiazd − Jordan Brand Classic.

## Osiągnięcia
Stan na 29 grudnia 2020, na podstawie, o ile nie zaznaczono inaczej.
Indywidualne
- Zaliczony do I składu turnieju Belgrade NIJT (2019)

Reprezentacja
- Uczestnik mistrzostw:
  - świata U–17 (2018 – 10. miejsce)
  - Europy U–18 (2019 – 10. miejsce)
- Lider mistrzostw:
  - świata U–17 w blokach (2018 – 3)
  - Europy U–18 w blokach (2019 – 4)